# StEG II 1054–1080
A StEG II 1054–1080 egy tehervonati szerkocsisgőzmozdony-sorozat volt az Államvasút-Társaságnál (Staats-Eisenbahn-Gesellschaft, StEG).
A StEG IVf sorozat után 1887 és 1890 között a StEG 27 db-ot vásárolt ezekből a kissé módosított mozdonyokból, melyek szintén nem csak tehervonati szolgálatra voltak alkalmasak. Viszonylag nagy átmérőjű kerekekkel készültek, így sebességük sík pályán elérte a 60 km/h-t. A mozdonyoknak Gooch-típusú vezérlése volt.
A StEG Mozdonygyára által készített gépeket a IVf 1054–1080 pályaszámtartományba számozták be, majd 1897-től a pályaszámokat 3451–3477 változtatták.
Az 1909-es államosítás után kkStB 131.01-27 besorolást kaptak. Az első világháborút követően valamennyi mozdony a Csehszlovák Államvasutak mozdonyállományába került 333.0 sorozatként és 1953-ig selejtezték őket.

## Fordítás
Ez a szócikk részben vagy egészben  a   StEG II 1054–1080 című német Wikipédia-szócikk fordításán alapul.  Az eredeti cikk szerkesztőit annak laptörténete sorolja fel. Ez a jelzés csupán a megfogalmazás eredetét és a szerzői jogokat jelzi, nem szolgál a cikkben szereplő információk forrásmegjelöléseként.